# STVラジオ開局50周年〜北海道のために命がけ〜日高晤郎 挑戦!50時間56分生放送
『STVラジオ開局50周年〜北海道のために命がけ〜日高晤郎 挑戦!50時間56分生放送』（エスティーブイラジオかいきょくごじっしゅうねん〜ほっかいどうのためにいのちがけ〜ひだかごろう ちょうせん!ごじゅうじかんごじゅうろっぷんなまほうそう）は2012年12月14日（金曜日）9:00 - 12月16日（日曜日）11:56までSTVラジオで放送された開局50周年記念のラジオ特別番組。

## 概要
STVラジオ開局50周年記念企画として、2012年2月11日にウィークエンドバラエティ 日高晤郎ショーの1500回放送にて発表された。放送時間は50周年の「50」と、晤郎（ごろう）からとった「56」を組み合わせ、50時間56分とされた。同一の出演者による連続時間生放送としては、糸居五郎がニッポン放送で1971年に行った50時間マラソンジョッキーの記録を超え、前人未到とされている。
STVラジオ第1スタジオとSTVホールから公開生放送したほか、道内各地やランラン号からの中継も挿入。一部のミニ番組やアイヌ語ラジオ講座は通常通り放送されたが、オールナイトニッポンなどのネット番組・自社制作の生放送・録音番組は休止したり、放送時間を変更した。

## 出演者
- 日高晤郎
- 高田まゆみ（アシスタント、12月14日9時 - 22時・12月15日18時 - 24時）[3]
- 正岡瞳（アシスタント、12月14日22時 - 15日6時）
- 奈良愛美（アシスタント、12月15日6時 - 8時）
- とついようこ（アシスタント、12月15日8時 - 18時）
- 早川舞子（アシスタント、12月16日0時 - 10時）
- ようへい
- 牧泰昌
- 室田智美
- みのや雅彦
- 河村通夫
- ランラン号キャスター
- 以下STVアナウンサー
  - 吉川のりお（Sプラザ、ラジオスター担当）
  - 内山佳子
  - 宮田愛子
  - 藤井孝太郎（北海道ナンバー1の旅）

ほか

## ゲスト
- 吉幾三
- 小菅正夫（旭川市旭山動物園元園長）
- 藤倉肇（元夕張市長・元夕張市議会議員）
- 藤沢ノリマサ（大阪から中継）
- こおり健太

ほか

## 主な企画
- 50人の北の出会い
- 「ラジオスターを探せ!!」最終オーディション
  - 杜このみがグランプリになる。
- 北海道ナンバー1の旅
  - 【担当】藤井孝太郎(STVアナウンサー)
- みんなで作る51年目のSTVラジオジングル
- 声の感謝状
  - 日高と縁がある人物とSTVラジオでパーソナリティを務めた人物が登場した。
- 日高レポート
- 日高晤郎 語りの世界「上方寄席芸人伝 桂文京」（2012年10月8日開催）
- ラジオ体操
  - 15日はラジオ体操第一・16日はラジオ体操第二。日高とアシスタントが行った。

など

## タイムテーブル
「北海道ナンバー1の旅」、「ランランレポート」、「千客万来 笑いで繁盛」は15日8時 - 17時の通常放送の時間以外にも不定期的に実施。
- 12月14日
  - 09:00 オープニング
  - 12:00 イチスタ歌謡曲
  - 15:00 1962年の洋楽ヒットメドレー
  - 17:00 ニュースパレード（文化放送製作）
  - 17:45 ニュースフラッシュ
  - 18:00 1962年のヒット曲集、50の幸せになれる言葉
  - 21:30 日高レポート 狸小路編（前編）
  - 21:50 サウンドトラベル
  - 22:00 風土&FOODミーティング
- 12月15日
  - 00:00 STVラジオ開局50周年当日を迎える。
  - 05:50 ラジオ体操
  - 06:00 『オハヨー!土曜日』をベースに進行。
  - 07:10 日高レポート 東急ハンズ編
  - 08:00 晤郎ショー開始。STVホールへ移動。
    - 08:00～17:00は基本的に「日高晤郎ショー」どおりのタイムテーブル

  - 16:45 吉幾三が「酔歌」を披露[注釈 2]。
  - 16:55 晤郎ショーエンディング。
  - 17:00 ホール公開のミニライブを放送。
  - 18:00 第1スタジオへ移動。
  - 18:30 落語「竜田川（ちはやふる）」の録音を放送。
  - 21:30 日高が吉田拓郎の「今日までそして明日から」を披露。
  - 23:00 アイヌ語ラジオ講座（再放送）
- 12月16日
  - 00:00 イチスタ歌謡曲
  - 01:00 日高レポート 狸小路（後編）
  - 02:00 ビデオグラフィティ
  - 03:10 トワイライト・ポエム
  - 04:00 日高レポート 琴似編。
  - 05:00 走裕介の走る演歌道
    - スタジオで日高がゲストとしてトーク。

  - 05:50 ラジオ体操
  - 07:00 アイヌ語ラジオ講座
  - 07:50 晤郎の朝刊拾い読み
    - 通常とは違いニューススタジオから松原江里佳がニュースを行った。

  - 08:00 50人の北の出会い
  - 08:40 ゲスト
  - 09:00 50人の北の出会い
  - 09:20 ランランレポート
  - 09:40 メッセージ
  - 10:00 開局50周年STVホール歌謡ショー。
    - STVホールへ移動。

  - 11:46 グランドフィナーレ
    - エンディングでSTVラジオの柴田正良社長の51年目のSTVラジオに向けてのメッセージが読まれた。

  - 11:56 50時間56分生放送終了。